# Портрет дипломата
«Портрет дипломата» або «Портрет Габріеля де Луе монсеньйора д'Армона» — картина венеційського художника епохи Високого та Пізнього Відродження Тіціана (1490—1576). Портрет створений в 1541—1542 роках.

## Дипломат Габріель де Луе
Барон Габріель де Луе (помер у 1553 р.) служив дипломатом Французького королівства в роки правління королів Франциска І та Генріха II. В той час Франція у дипломатії намагалась зменшити вплив імперії Габсбургів на чолі з Карлом V. Союзником у політичному протистоянні французи обрали мусульманську Османську імперію, відомого ворога християнських держав, постійну експансію котрих християнські держави десятиліттями стримували об'єднаними зусиллями. Барон де Луе був послом Франції при Блискучій Порті (прийнята в історії дипломатії та міжнародних відносин назва уряду Османської імперії — канцелярії великого візира та дивана) з 1546 по 1553 рік. Під час Османсько-Сефевідської війни (1532—1555) французький посол особисто супроводжував османського султана Сулеймана І Пишного  Зокрема, Габріель де Луе надавав військові поради Сулейману щодо розміщення артилерії під час облоги Вана у 1548 році.
У 1551 році Габріель де Луе з двома галерами і галеоном доєднався до османського флоту під час завоювання османами іспанського форту Триполі на території сучасної Лівії.  Роль д'Арамона в цих подіях активно критикували імператор Карл V і папа Юлій III через підозру в тому, що саме він заохотив османів взяти місто. Пізніше виявилося, що д'Арамон брав участь у переможному бенкеті османів, що викликало подальші підозри щодо його ролі в захопленні Триполі і призвело до заяв Карла V про те, що Франція також брала участь в облозі.
У 1552 році дипломат переконав Сулеймана І послати флот проти Карла V для спільної франко — османської операції. У червні 1552 року флот коаліції на чолі з османським адміралом Тургут-реїсом і за участі Габріеля де Луе зпустошив 30 миль берегової лінії в Реджо-ді-Калабрія.

## Опис твору
Ймовірно, художник і замовник портрета зустрілись у Венеції. Дипломат зображений у темному коштовному одязі дипломатів того часу з золотим ланцюгом на грудях. В руці барона — жмут стріл, котрі в символічній формі уособлюють протиріччя і гострі стосунки між християнськими державами Західної Європи та арабським світом. Декотрим дослідникам стріли в руці дипломата нагадували стріли в руці у святого Себастьяна на фресці італійського скульптора і художника Мікеланджело Буонарроті на вівтарній стіні Сікстинської капели (Ватикан) як натяк на болісне покарання. Фреска викликала захоплення Тіціана[уточнити] під час його відвідин папського Риму. Портрет підписаний зверху.

## Місце знаходження
Знаходиться в Пінакотеці замку Сфорца, Мілан.